# Severin Joklík
Severin Joklík (25. srpna 1857, Troubelice – 18. března 1915, Kyjov) byl lékař, kyjovský radní, druhý kyjovský starosta, moravský vlastenec a náčelník Sokola.

## Životopis
- 1873–1877: Slovanské gymnázium v Olomouci. Jeho osudem se stali spolužáci Josef Klvaňa a Karel Kozánek.
- 1877–1882: Lékařská fakulta Univerzity Karlovy v Praze, přemluvil jej k tomuto kroku stavitel Gustav Sonevend
- od roku 1884: dva roky po promoci pracoval v Kyjově jako praktický lékař
- 1888: Do Kyjova přišel Karel Kozánek. Společně smířili radikální mladočechy a konzervativní staročechy. Sjednocený postup měl úspěch a časem obsadili místa na městské radnici, do té doby byla radnice v rukou německé opozice.
- 1896: radní města, starostou byl jmenován Josef Galusek.
- 1898: bylo otevřeno gymnázium, ředitel Josef Klvaňa
- 1903: se stal starostou města
- 1905: založil týdeník Stráž na Slovácku. Během svého starostování nechal postavit tři školy.

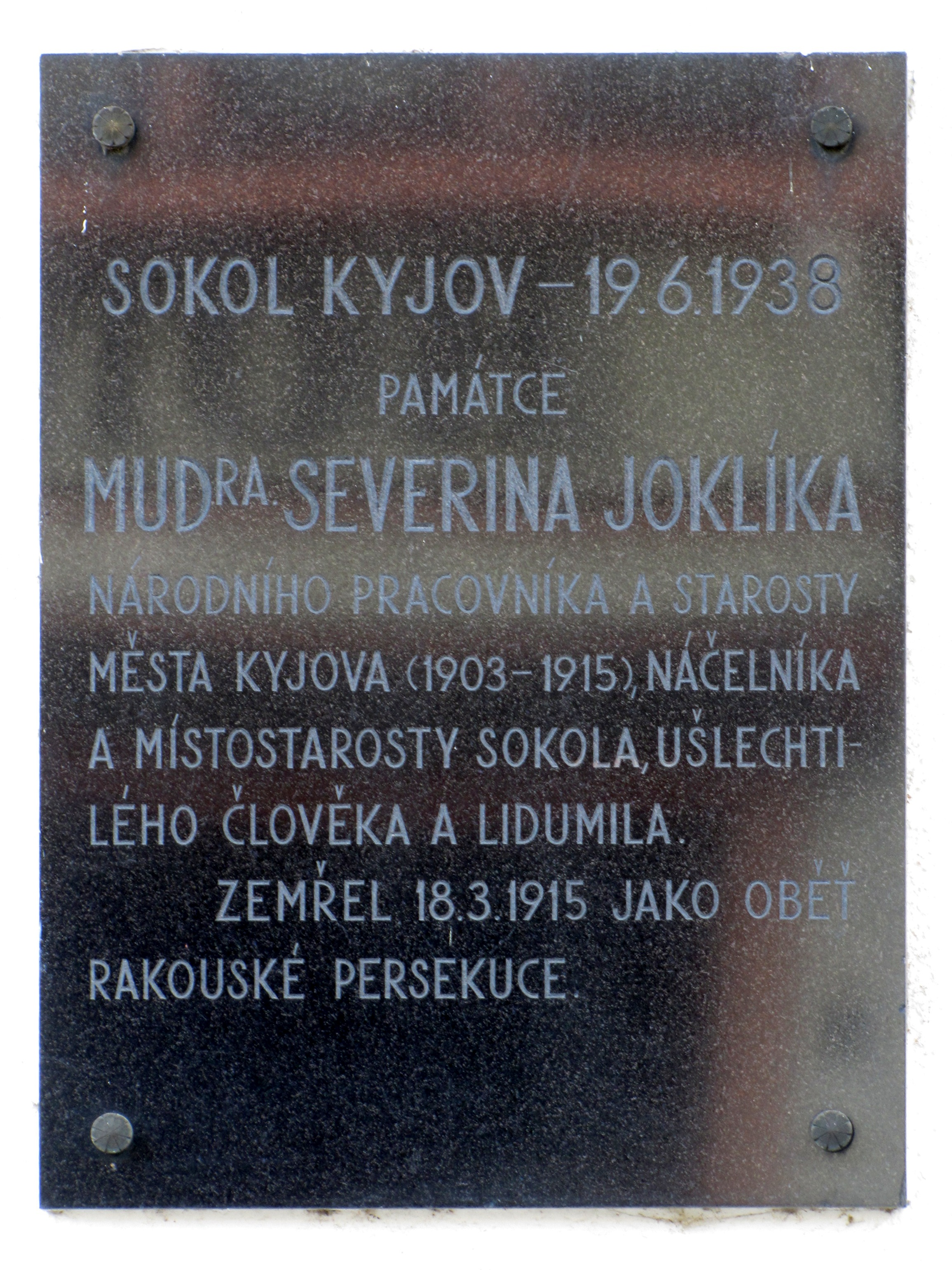
Pamětní deska na budově sokolovny v Kyjově

## Malé Srbsko
V roce 1887 se přestěhoval z Kroměříže do Kyjova Karel Kozánek, kde se zapojil do skupiny kolem Čtenářského spolku, založeného v Kyjově roku 1864, a působil v něm po boku svého spolužáka ze Slovanského gymnázia v Olomouci, kterým byl významný moravský vlastenec MUDr. Severin Joklík, jenž působil v Kyjově na pozici městského radního. Tuto dvojici českých vlastenců a národních buditelů doplňoval Dr. Josef Galusek na postu starosty města. Vzkřísili skomírající činnost spolku Sokol, který byl založen v Kyjově roku 1871. Všechny tři osobnosti byly velmi silně národně založeny a městu se přezdívalo "Malé Srbsko". Dr. Joklík v aféře s ruskými letáky v roce 1914 patřil mezi jedny z perzekvovaných, roku 1915 zemřel po dlouhém psychickém vypětí, když si ve své ordinaci vrazil skalpel do srdce.
Jeho pohřbu na kyjovském hřbitově u kaple sv. Josefa se 25. března 1915 zúčastnilo množství lidí z celého Slovácka.

## Proces s letáky

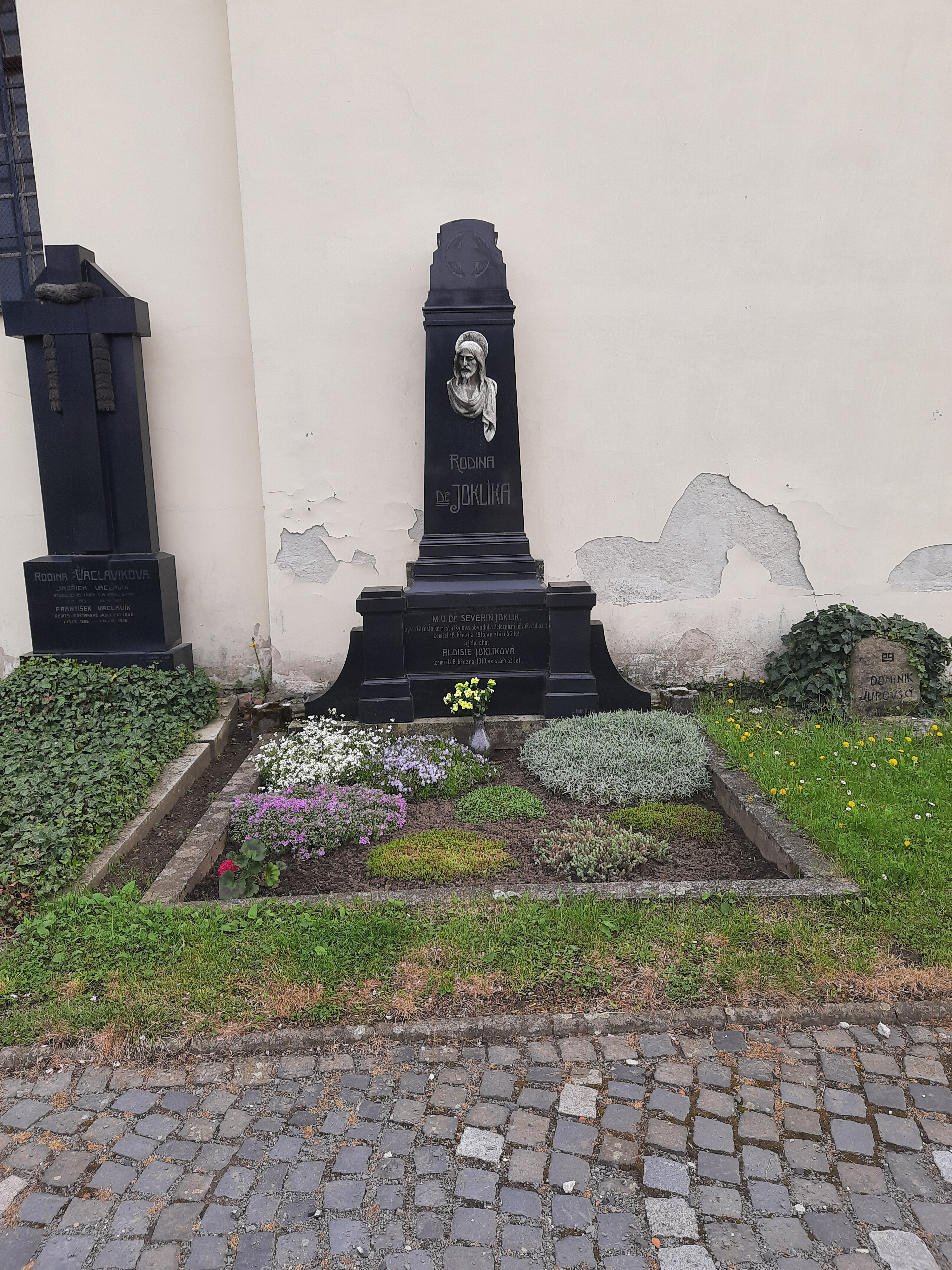
Hrobka rodiny Severina Joklíka na bývalém hřbitově u kaple sv. Josefa v Kyjově

Během první světové války docházelo k řadě perzekucí na Moravě. Jednalo se třeba jen o držení slovanské trikolóry či o letáky rozšiřované z Ruska. Zpravidla byl za tak silně protirakouský přestupek udělován i trest smrti. Často se jednalo jen o výstražný trest, aby se nastartoval psychický teror působící nejen na vězněné, ale i na jejich případné spolupracovníky na svobodě. Kyjovský proces s letáky započal v kanceláři inž. Mikeše, jenž byl tehdy úředníkem stavebního oddělení okresního hejtmanství v Uherském Hradišti a řídil v Kyjově stavbu tzv. obecních "baráků". Nalezeny u něj byly dva opisy ruských manifestů a učiněno udání. Při vyšetřování se našly také letáky u stavebního asistenta Posoldy, jenž je opsal od stavebního tesaře Krejčího. Při výslechu se Krejčí přiznal, že je opsal od učitele Vagnera z gymnázia, který je dostal od soukromého úředníka Malíška a tomu je předal jiný soukromý úředník Stokláska. Stokláska se přiznal, že je měl od městského lékaře Kellera a ten konečně od městského důchodního Kuči. Inženýr Mikeš se ve vazbě oběsil, ještě před vynesením rozsudku. Rozsudek byl zmírněn z trestu smrti pro všechny na rozsudky těžkého žaláře od 10 do 20 let. Městské zastupitelstvo bylo rozpuštěno a dosazen vládní komisař, což měla být ukázka moci monarchie. Kyjovské gymnázium bylo zavřeno, profesoři posláni na vojnu či přesazeni, studenti rozehnáni. Severin Joklík spáchal sebevraždu. Učitel Vagner byl suspendován a strávil svůj dlouholetý žalář v Aradu a jeho rodina skončila nezaopatřená na ulici.